# Одружись зі мною, чувак
«Одружись зі мною, чувак» (фр. Épouse-moi mon pote) — французька кінокомедія 2017 року, повнометражний режисерський дебют Тарека Будалі.

## Сюжет
Яссін і Фред із самого початку студентського життя разом. Вони стали прекрасними друзями, які дуже багато часу проводять разом — клуби, ресторани, інші види розваг. Тільки ось ця любов до різних гулянок не приводить до добра Яссіна — його волелюбний і розгульний характер призводить до того, що його виганяють з університету. Тепер хлопцю загрожує депортація з його улюбленого Парижа. Єдиний шанс для Яссіна залишитися на колишньому місці — одружитися. У спробах знайти собі наречену він із кожним кроком зазнає поразки. І коли надії вже немає, Яссін розуміє, що врятувати його може найкращий друг, і пропонує тому створити фіктивний одностатевий шлюб.

## У ролях
| • Тарек Будалі — Яссін                     |
| • Філіпп Лашо — Фред                       |
| • Шарлотта Габіс — Ліза                    |
| • Давид Марсе — Стен                       |
| • Енді Раконт — Клер                       |
| • Жульєн Арруті — сліпий                   |
| • Байя Белаль — Іма                        |
| • Філіпп Дюкен — Дюссар                    |
| • Зінедін Суалем — батько Яссіна           |
| • Дуду Маста — Дауд                        |
| • Ів Піньйо — мер                          |
| • Фатсах Буяхмед — марокканський інспектор |
| • Рамзі Бедіа — катарець                   |
| • Надя Кунда — Сана                        |
| • Сіссі Дюпарк — агент префектури          |
| • Ріккі Трібор — гей                       |

## Знімальна група
- Автори сценарію — Халед Амара, Тарек Будалі, П'єр Дудан, Надія Лахдар
- Режисер-постановник — Тарек Будалі
- Продюсери — Крістоф Сервоні, Марк Фісцман
- Асоційовані продюсери — Крістіан Бомар, Ален Каппоф, Стефан Моатті
- Оператор — Антуан Марто
- Композитори — Максим Депре, Мішель Торджман
- Монтаж — Антуан Варельє
- Художник-постановник — Семюел Тессер
- Художник-декоратор — Тьєррі Руксель
- Артдиректор — Тьєррі Пулет
- Звук — Аоно Лавалє
- Підбір акторів — Жоанна Делон

## Виробництво
Ідея фільму у Тарека Будалі з'явилася, за його словами, коли у Франції почали розглядати закон про одностатеві шлюби в 2014 році: «Я подумав, що для тих, хто хотів зареєструвати свої відносини, цей закон відкриває більше можливостей. А потім вирішив, що якби в мене були проблеми з документами, я би звернувся до свого приятеля, щоб таким чином вирішити питання. Це чудова ідея для комедії. Я розповів про неї своїм друзям. Вони мене підтримали. І я почав писати сценарій» (Тарек Будалі).